# Scaphiodonichthys macracanthus
Scaphiodonichthys macracanthus är en fiskart som först beskrevs av Pellegrin och Chevey, 1936.  Scaphiodonichthys macracanthus ingår i släktet Scaphiodonichthys och familjen karpfiskar. IUCN kategoriserar arten globalt som otillräckligt studerad. Inga underarter finns listade i Catalogue of Life.